# Peleteria albuquerquei
Peleteria albuquerquei är en tvåvingeart som beskrevs av Guimaraes 1962. Peleteria albuquerquei ingår i släktet Peleteria och familjen parasitflugor. Inga underarter finns listade i Catalogue of Life.